# Haslach im Kinzigtal
Pour les articles homonymes, voir Haslach.
Haslach im Kinzigtal est une ville de Bade-Wurtemberg (Allemagne), située dans l'arrondissement de l'Ortenau, dans le district de Fribourg-en-Brisgau.